# Magasins Waucquez
Magasins Waucquez was een Brussels warenhuis gelegen aan de Zandstraat 20. Het warenhuis werd opgericht door Charles Waucquez in 1906 en sloot zijn deuren in 1970. Het was gevestigd in een pand, ontworpen door de architect Victor Horta in opdracht van Waucquez. Later werd in het pand het Belgisch Stripcentrum gevestigd.